# Cyclolabus arizonae
Cyclolabus arizonae là một loài tò vò trong họ Ichneumonidae.